# Stormo aeroplani da ricognizione tattica
Lo Stormo aeroplani da ricognizione tattica fu uno stormo attivo nel 1936 per la Guerra d'Etiopia.

## Storia

### Guerra d'Etiopia
Il Comando di Stormo da ricognizione tattica nasce il 15 gennaio 1936 con la seguente dislocazione:
all'Aeroporto di Macallè il I Gruppo con:
- Squadriglia di Ro.1 Libica;
- 34ª Squadriglia;
- 116ª Squadriglia.

ad Axum il II Gruppo (poi 2º Gruppo volo) con:
- 38ª Squadriglia di Adi Ugri;
- 118ª Squadriglia di Axum;
- 41ª Squadriglia di Barentù.

Lo Stormo dispone anche dell'impiego della 103ª Squadriglia da incursione veloce di Macallè (sede dello Stormo), della 109ª Squadriglia e della 110ª Squadriglia di Axum.
Il 15 luglio 1936 lo Stormo di ricognizione viene chiuso ed i reparti da ricognizione terrestre ed incursione veloce si riorganizzano venendo così raggruppati:
- I Gruppo da RT di Addis Abeba con le Squadriglie: 34ª, 103ª e 110ª;
- II Gruppo da RT di Adi Ugri con le Squadriglie: 38ª, 41ª, Ro1 libica, 109ª, 116ª e 118ª.

I 2 gruppi sono inquadrati dallo stesso giorno nel Comando d’aeronautica in AOI.